# Marta Alsina i Conesa
Marta Alsina i Conesa   (Girona, 1966) és una advocada catalana. És especialista en l'àmbit del dret privat i en qüestions de responsabilitat civil. Fou membre de la junta de Govern i vicedegana del Col·legi de l'Advocacia de Girona del 2012 al 2020. El setembre de 2017 va ser vicepresidenta de la Sindicatura Electoral de Catalunya, un òrgan creat en virtut de la llei del referèndum d'autodeterminació de Catalunya. El juliol de 2021 va ser nomenada  Defensora de la ciutadania de Girona. També col·labora a El Punt Avui.